# Henrietta (Teksas)
Henrietta je grad u američkoj saveznoj državi Teksas. Prema popisu stanovništva iz 2010. u njemu je živjelo 3.141 stanovnika.